# Christiaan Huygens

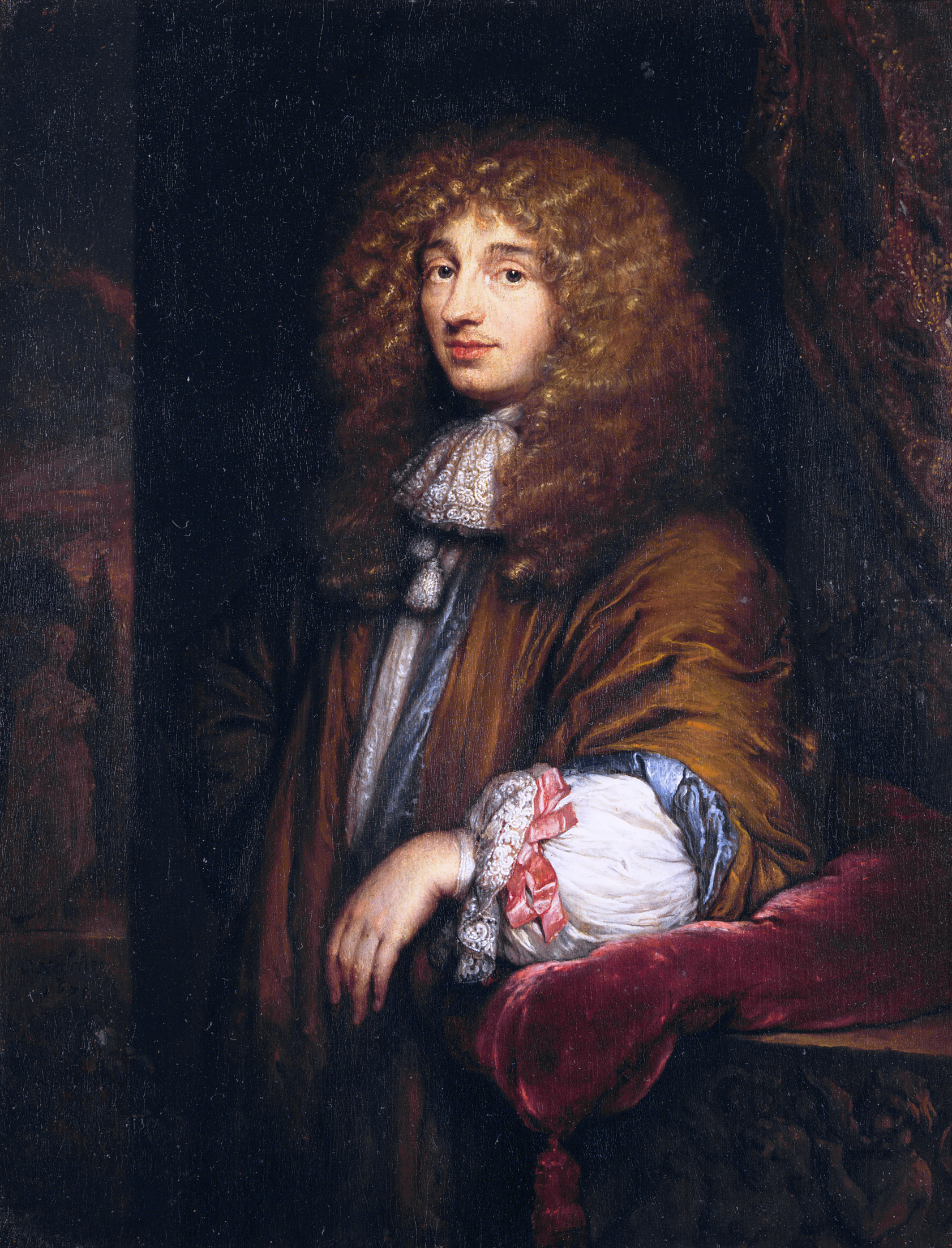
Christiaan Huygens, 1671 von Caspar Netscher gemalt

Christiaan Huygens [ˈhœi̯ɣəns] (Ausspracheⓘ) (* 14. April 1629 in Den Haag; † 8. Juli 1695 ebenda), auch Christianus Hugenius, war ein niederländischer Astronom, Mathematiker und Physiker. Huygens gilt, obwohl er sich niemals der noch zu seinen Lebzeiten entwickelten Infinitesimalrechnung bediente, als einer der führenden Mathematiker und Physiker des 17. Jahrhunderts. Er ist der Begründer der Wellentheorie des Lichts, formulierte in seinen Untersuchungen zum elastischen Stoß ein Relativitätsprinzip und konstruierte die ersten Pendeluhren. Mit von ihm verbesserten Teleskopen gelangen ihm wichtige astronomische Entdeckungen.

## Leben und Wirken

### Herkunft und Ausbildung

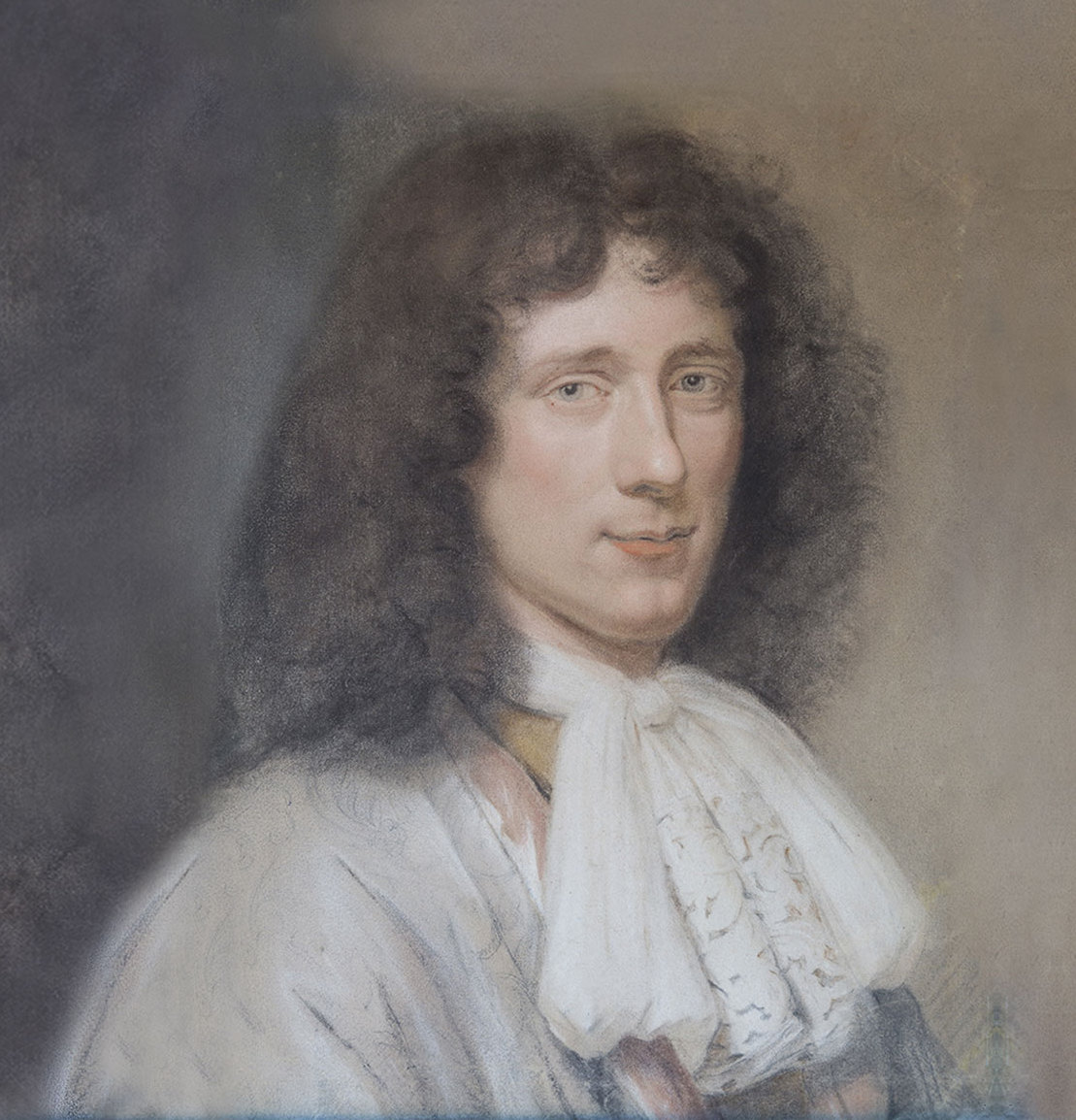
Christiaan Huygens, Porträt von Bernard Vaillant, ausgestellt im Museum Hofwijck

Huygens wurde als Sohn von Constantijn Huygens geboren, der Sprachgelehrter, Diplomat, Komponist und der damals führende Dichter Hollands war. Durch seinen Vater kam Christiaan schon früh mit bedeutenden Persönlichkeiten in Kontakt, unter anderem mit Rembrandt, Peter Paul Rubens und René Descartes. Christiaan wurde als Kind von seinem Vater unterrichtet. Später studierte er an der Universität Leiden zunächst Rechtswissenschaften, wechselte dann aber bald zu Mathematik und Naturwissenschaften.
Seine erste veröffentlichte Arbeit (1651) befasste sich mit der Quadratur von Kegeln und zeigte einen Fehler in einem angeblichen Beweis der Quadratur des Kreises. Weiter beschäftigte er sich mit der Kreiszahl π (pi), Logarithmen und leistete wichtige Vorarbeiten für die Infinitesimalrechnung, auf denen dann Leibniz und Newton aufbauen konnten.
1657 veröffentlichte er die erste Abhandlung über die Theorie des Würfelspiels (De ludo aleae), wodurch er heute als einer der Begründer der Wahrscheinlichkeitsrechnung gilt. Vorausgegangen waren Briefwechsel zwischen Blaise Pascal und Pierre de Fermat, über deren Inhalt Huygens, wie er behauptete, jedoch nichts bekannt war. Analysiert man die Lösungen der fünf am Ende seiner Abhandlung aufgeführten Probleme, muss man vermuten, dass er Pascals Vorstellungen wohl gekannt hat, nicht aber die kombinatorischen Wege von Fermat.

### Beiträge zu den Naturwissenschaften

Herrn Christian Hügens Weltbeschauer, deutsche Übersetzung seines Cosmotheoros von 1767.

Zunehmend interessierte sich Huygens auch für die damals modernen Bereiche der Naturwissenschaften, Optik und die Astronomie mit Teleskopen. Er hatte Kontakt zu Antoni van Leeuwenhoek, dem Entdecker der Mikroorganismen, und dem Philosophen Baruch de Spinoza, der mit Linsenschleifen seinen Lebensunterhalt bestritt. Kurzzeitig untersuchte auch Huygens kleine Objekte unter dem Mikroskop.
Er begann aber bald selbst, Linsen für Teleskope zu schleifen und konstruierte zusammen mit seinem Bruder Constantijn Huygens Junior sein erstes Fernrohr. Huygens entwickelte die Wellentheorie des Lichts, die es ihm ermöglichte, Linsen mit geringeren Abbildungsfehlern (Aberration) zu schleifen und so bessere Teleskope zu bauen; seine Entdeckungen bewirkten auch eine Steigerung der Bildschärfe bei der Camera obscura und der Laterna magica. Er formulierte als erster das nach ihm benannte Huygenssche Prinzip, das als Grundlage der Wellenoptik gilt. Wie manch anderer Physiker seiner Zeit entwickelte auch Huygens eine eigene Theorie zu einem Äther für Licht und Gravitation.
Huygens entdeckte mit seinem selbstgebauten Teleskop 1655 erstmals den Saturnmond Titan. Damit war der Saturn der zweite Planet nach dem Jupiter (von der Erde abgesehen), bei dem ein Mond nachgewiesen werden konnte (Galileo Galilei hatte schon 1610 die vier größten Jupitermonde entdeckt). Außerdem erkannte er, dass das, was Galilei als Ohren des Saturns bezeichnet hatte, in Wirklichkeit die Saturnringe waren.
Er fand heraus, dass diese Ringe keine Verbindung zum Planeten hatten und ihr geheimnisvolles Verschwinden alle 14 Jahre dadurch zustande kam, dass man sie dann genau von der Seite sah, sie aber zu dünn waren, um von der Erde aus noch wahrgenommen werden zu können. Viele Wissenschaftler schreiben Huygens Entdeckung nicht seinem fortschrittlichen Teleskop zu, sondern seinen mathematischen Fähigkeiten.
Weitere astronomische Leistungen Huygens’ waren die Entdeckung der Rotationsbewegung des Mars und die Berechnung der Rotationsperiode (Marstag) mit ungefähr 24 Stunden sowie die Auflösung der hellsten Region des Orionnebels als ausgedehnten leuchtenden Bereich. Diese wird ihm zu Ehren auch Huygenssche Region genannt. Er entdeckte ferner weitere Nebel und Doppelsternsysteme und äußerte die Vermutung, dass die Venus von einer dichten Wolkenhülle verhangen sei.

### Mechanik, Pendeluhr und Exoplaneten
Neben der Astronomie interessierte sich Huygens besonders für Mechanik. Seit seiner Jugend wurde er, durch die Vermittlung seines Vaters, von Marin Mersenne gefördert, der ihn an seinen damals neuen Aufgaben und Problemen teilhaben ließ. Huygens reformulierte die Stoßgesetze und befasste sich mit Fliehkräften. Beide Bereiche der Mechanik spielten in der damals vielbeachteten Cartesischen Physik eine grundlegende Rolle.
In der Anwendung des Trägheitsprinzips gelang es zuerst Huygens, den Betrag der wirkenden Fliehkraft {\displaystyle F_{Z}} auf eine rotierende, träge Masse durch mathematische Proportionen anzugeben.
Dabei handelt es sich in moderner Zusammenfassung um das Zentrifugalgesetz
{\displaystyle F_{Z}=m\cdot {\frac {v^{2}}{r}}}, wobei m die Masse des Körpers, v die konstante Bahngeschwindigkeit auf seiner Kreisbahn von Radius r ist.

#### Uhren
Seine Untersuchungen von Schwingungen und Pendelbewegungen konnte er zum Bau von Pendeluhren nutzen. Schon Galilei hatte eine solche entworfen, aber nicht gebaut. Huygens konnte seine Uhr hingegen zum Patent anmelden. Die in seinem Auftrag von Salomon Coster gebauten Uhren wiesen eine Ganggenauigkeit von zehn Sekunden pro Tag auf, eine Präzision, die erst hundert Jahre danach überboten werden konnte. Später konstruierte er auch Taschenuhren mit Spiralfedern und Unruh.

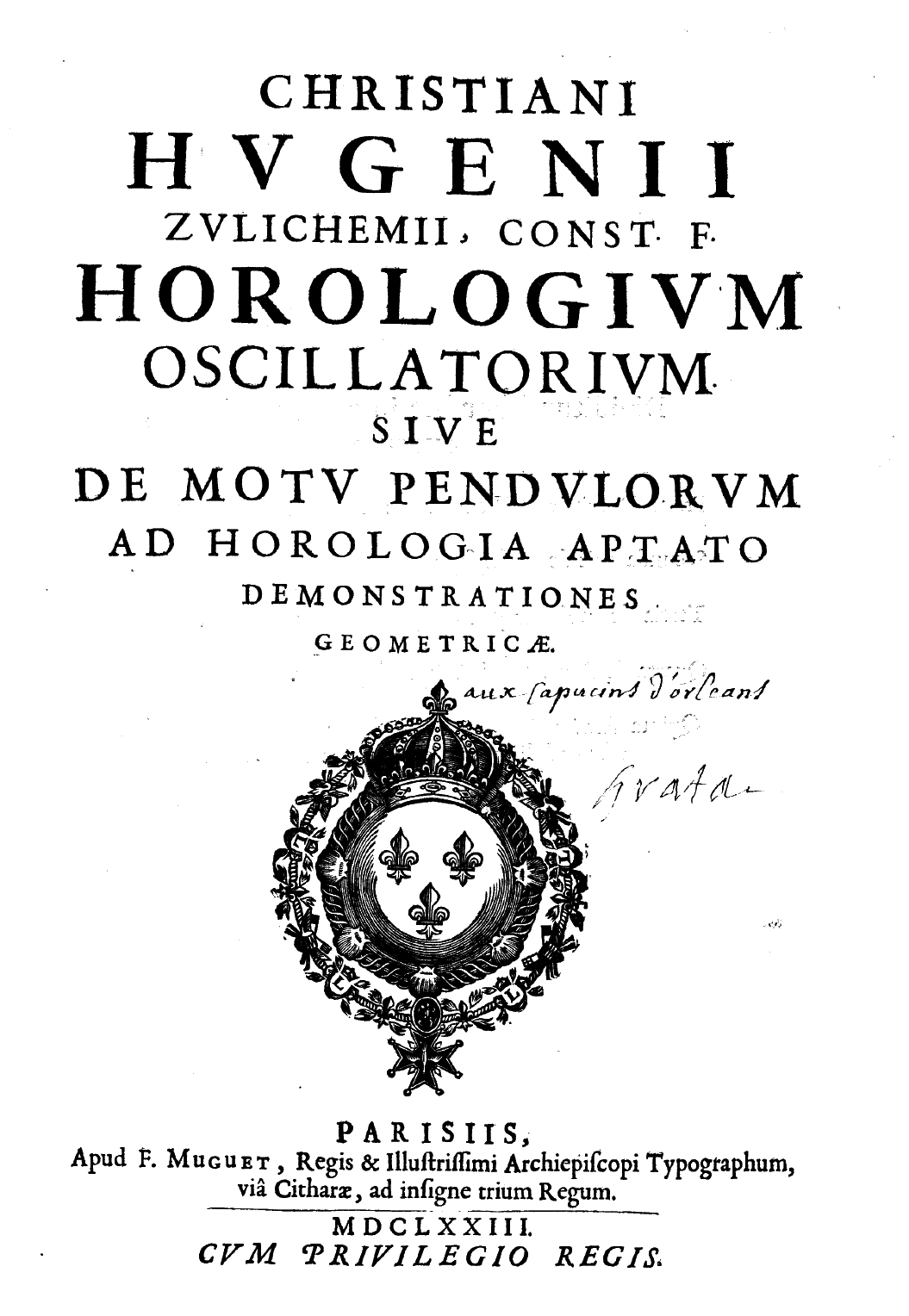
Horologium oscillatorium sive de motu pendularium, 1673

Christiaan Huygens veröffentlichte 1673 in seiner Abhandlung Horologium Oscillatorium eine ganggenaue Pendeluhr mit einem Zykloidenpendel, bei dem er sich die Tatsache zunutze machte, dass die Evolute der Zykloide selber wieder eine Zykloide ist. Der Vorteil in der Ganggenauigkeit wird jedoch durch den Nachteil der erhöhten Reibung wieder ausgeglichen.
Von ihm stammt auch die früheste bekannte Uhr zur Bestimmung des Längengrades, die mehrere revolutionäre Techniken aufwies, und als deren Urheber er erst vor einiger Zeit wiedererkannt wurde.

#### Exoplaneten
In seiner letzten wissenschaftlichen Abhandlung 1690 formulierte Huygens den Gedanken, dass es noch viele andere Sonnen und Exoplaneten im Universum geben könnte, und spekulierte bereits über außerirdisches Leben.

#### Weiteres
Von Huygens stammt auch die korrekte Ableitung der Gesetze des Elastischen Stoßes, wobei er von einem Relativitätsprinzip Gebrauch macht (siehe Galilei-Transformation). Er veröffentlichte seine Ergebnisse, die aus den 1650er Jahren stammten und die falsche Behandlung bei René Descartes korrigierten, 1669 (Philosophical Transactions of the Royal Society, Journal des Savants) und in seinem postum erschienenen Buch De motu corporum ex percussione von 1703.
Christiaan Huygens und Samuel Sorbière (1617–1670) waren die ersten beiden ausländischen Wissenschaftler, die im Juni 1663 in die Royal Society aufgenommen wurden. 1666 wurde Huygens der erste Direktor der in diesem Jahr gegründeten französischen Akademie der Wissenschaften.

Was seine Behandlung der Mechanik betrifft, so besaß Huygens das Talent, ursprüngliche und intuitiv für richtig erkannte Ideen aus seiner frühen Schaffensphase in späteren gereiften Schriften mit mathematisch-deduktiver Strenge auszubauen. Einzelne mechanische Gesetze nach Galilei oder Descartes konnte er auf diese Weise erweitern und korrigieren sowie durch eigene experimentelle Ergebnisse bestätigen. Er musste seine Grundsätze niemals verändern oder revidieren. Huygens zeigte keine Eile bei der Veröffentlichung seiner Schriften, viele blieben über Jahrzehnte und bis zu seinem Lebensende liegen. 

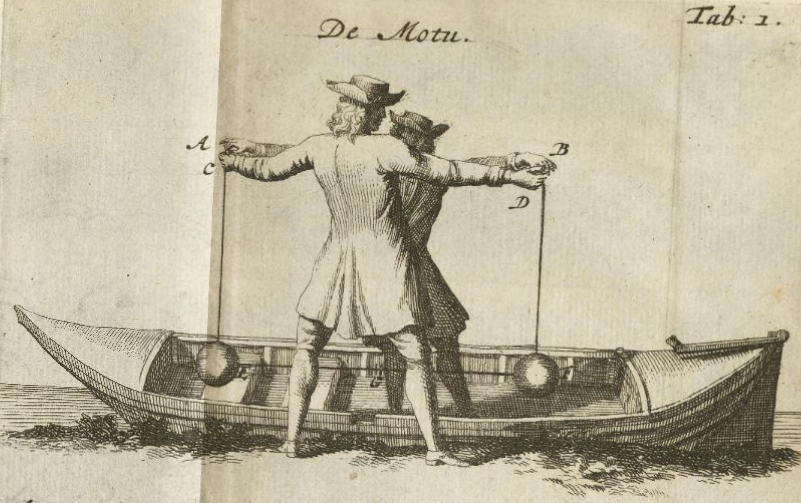
Titelbild zu Huygens’ De motu corporum ex percussione. [https://dlc.mpg.de/fullscreen/868445207/457/ Digitalisat

Eine Besonderheit der wissenschaftlichen Methode Huygens’ ist, dass er allgemeine Konzeptionen nur auf das einzelne zu erklärende Phänomen ausrichtet und begrenzt. In dieser Hinsicht wird er heute noch von Historikern als ein „perfekter Wissenschaftler“ bezeichnet.
Huygens’ Überzeugung in seine Verfahrensweisen ging so weit, dass er sich von Ratschlägen und Vorarbeiten seiner Lehrer (Mersenne und van Schooten) und Kollegen abwandte und stattdessen eigene mechanische Prinzipien errichtete (etwa das o. g. Relativitätsprinzip für Stoßvorgänge oder eine Erweiterung des Prinzips von Torricelli), um damit Gesetzmäßigkeiten aus vorrangigen Forschungsthemen seiner Zeit – das waren vor allem die Theorie der Stoßvorgänge und der Massenschwingungen – zu entdecken und zu beweisen. Bezogen auf den Schwingungsmittelpunkt schreibt er:

„Indem ich also die Frage unter besseren Aussichten und von Anfang an aufgegriffen habe, konnte ich schließlich alle Schwierigkeiten überwinden und nicht nur eine Lösung der Problemstellungen von Mersenne finden, sondern auch zu anderen, schwierigeren Fragen als diese.“

Huygens’ originelles Vorgehen hat ihm zu Lebzeiten nicht nur große Anerkennung, sondern auch Zweifel und Kritik unter Fachkollegen eingebracht.
Newton bezeichnete ihn als den elegantesten Mathematiker seiner Zeit.
Ernst Mach beschreibt die besondere Leistung Huygens’ für die klassische Mechanik folgendermaßen:

„Huygens ist in allen Stücken als ein ebenbürtiger Nachfolger Galileis zu betrachten. War vielleicht auch seine philosophische Begabung etwas geringer als jene Galileis, so übertraf er denselben durch sein geometrisches Talent. Huygens führte die von Galilei begonnenen Untersuchungen nicht nur weiter, sondern löste auch die ersten Aufgaben der Dynamik mehrerer Massen, während sich Galilei durchweg nur auf die Dynamik eines Körpers beschränkt hatte.
Die Fülle der Leistungen von Huygens zeigt sich schon in seinem 1673 erschienenen Hauptwerk Horologium oscillatorium. Die wichtigsten darin zum ersten Mal behandelten Themen sind: die Lehre vom Schwingungsmittelpunkt, die Erfindung und Konstruktion der Pendeluhr, die Erfindung der Unruh, die Bestimmung der Schwerebeschleunigung durch Pendelbeobachtungen […], die Sätze über die Zentrifugalkraft, die mechanischen und geometrischen Eigenschaften der Zykloide, die Lehre von den Evoluten und dem Krümmungskreis.“

### Akustik (Musik)
Huygens entdeckte die Beziehungen zwischen Schallgeschwindigkeit, Länge und Tonhöhe einer Pfeife. Er beschäftigte sich intensiv mit der mitteltönigen Stimmung und berechnete 1691 die Teilung der Oktave in 31 gleiche Stufen, um den Fehler des pythagoreischen Kommas im Tonsystem der Musik zu beheben.

### Lebensabend

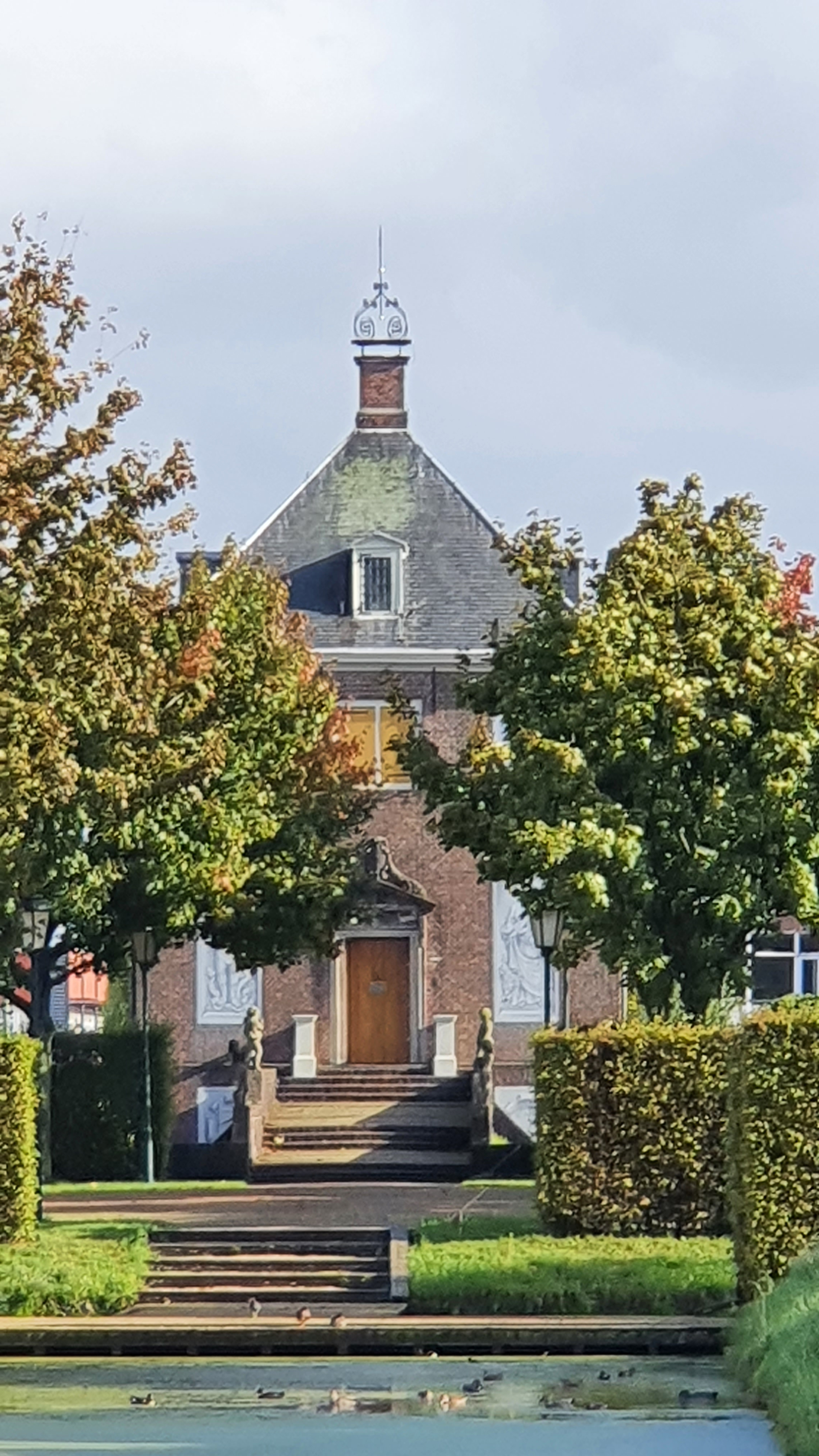
Huygens Residenz in Voorburg (Den Haag)

In den 1680er Jahren verschlechterte sich Huygens’ Gesundheitszustand, so dass er sein Familienhaus nicht mehr häufig verließ. In den letzten Jahren seines Lebens beschäftigte sich der Wissenschaftler mit der Musiktheorie. Am 8. Juli 1695 starb Christiaan Huygens mit 66 Jahren in Den Haag (Voorburg) unverheiratet und kinderlos.

## Ehrungen
- Huygens-Okular
- Mons Huygens
- Cassini-Huygens-Mission
- (2801) Huygens
- Er ist zusammen mit seinem Vater Constantijn Huygens Namensgeber des Huygens-Institut für die Geschichte der Niederlande.

## Schriften (Auswahl)

### Einzelne Schriften (Auswahl)

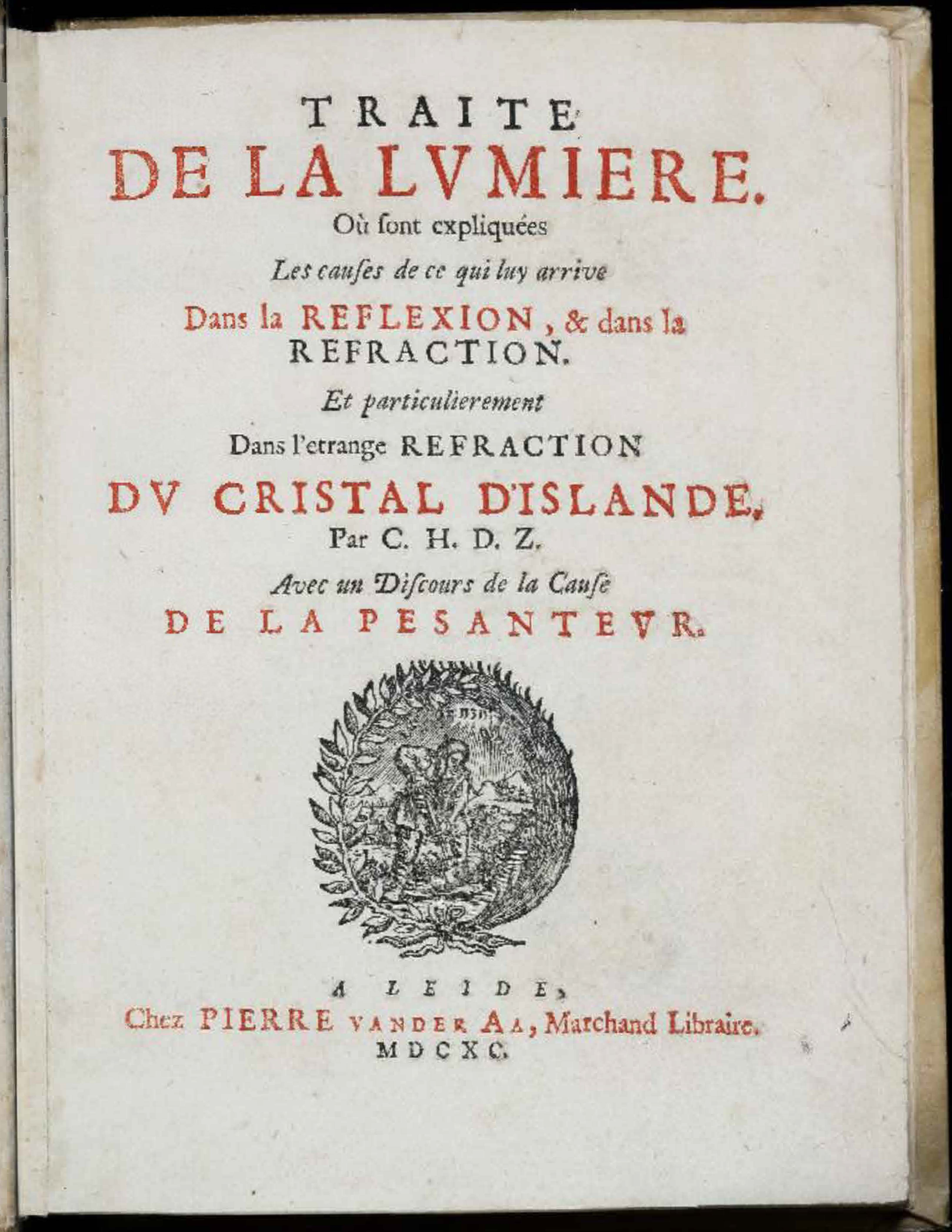
Traité de la lumière (1690)

- De ratiociniis in ludo aleae, 1657 (über Wahrscheinlichkeitstheorie); holländische Übersetzung von Frans van Schooten: Van reeckening in spelen van geluck.
- Systema Saturnium, Den Haag 1659
  - Deutsche Übersetzung: Das System des Saturn (Hrsg. Felix Lühning), in: Veröffentlichungen des Fördervereins der Archenhold-Sternwarte und des Zeiss-Großplanetariums Nr. 17; Berlin 2022, ISBN 3-86021-057-2
- De vis centrifuga, 1673; deutsch: Über die Zentrifugalkraft, herausgegeben von Felix Hausdorff, 1903.
- Horologium oscillatorium sive de motu pendularium, 1673 (über die Pendeluhr; auch in Band 18 der Gesammelten Werke); deutsch: Die Pendeluhr. Ostwalds Klassiker, 1913.
- Traité de la lumière, 1690 (Abhandlung über Reflexion und Refraktion, Wellentheorie des Lichts); deutsch: Abhandlung über das Licht. W. Engelmann, Leipzig 1890 (Digitalisat).
- Lettre touchant le cycle harmonique, Rotterdam 1691 (über sein Tonsystem).

### Postume Veröffentlichungen
- Cosmotheoros. 1698 (mit Spekulationen über außerirdisches Leben; die Schrift wurde im Todesjahr 1695 vollendet)
  - Weltbeschauer, oder vernünftige Muthmaßungen, daß die Planeten nicht weniger geschmükt und bewohnet seyn, als unsere Erde. Zürich 1767 (Digitalisat); eine weitere deutsche Übersetzung von v. Wurzelbau erschien 1703 sowie 1743 in Leipzig.
- Opuscula posthuma. Lyon 1703, Darin enthalten: De motu corporum ex percussione (Erstveröffentlichung der von Huygens 1656 verfassten Abhandlung über die elastischen Stoßgesetze. De Vi Centrifuga (Erstveröffentlichung der 1659 verfassten Gesetze über die Zentrifugalkraft). Descriptio automati planetarii (der Beschreibung des Baus von Planetarien). Weblink: https://dlc.mpg.de/!metadata/868445207/1/-/ ); (abgerufen am 3. November 2022).
- Christian Huygens’ nachgelassene Abhandlungen: Über die Bewegung der Körper durch den Stoss; Über die Centrifugalkraft, herausgegeben von Felix Hausdorff. W. Engelmann, Leipzig 1903. (Erste deutschsprachige Ausgabe der Abhandlungen De motu corporum ex percussione und De Vi Centrifuga aus den Opuscula posthuma von 1703, mit vielen Anmerkungen versehen. Digitalisat).

### Korrespondenz
- Korrespondenz zwischen Johannes Hevelius und Christiaan Huygens (Digitalisat).

### Französische Gesamtausgabe
Oeuvres complètes, 22 Bände. Den Haag 1888 bis 1950. Herausgeber: D. Bierens de Haan, Johannes Bosscha, Diederik Johannes Korteweg, Albertus Antonie Nijland, J. A. Vollgraf.
- Tome I: Correspondance 1638–1656 (1888).
- Tome II: Correspondance 1657–1659 (1889).
- Tome III: Correspondance 1660–1661 (1890).
- Tome IV: Correspondance 1662–1663 (1891).
- Tome V: Correspondance 1664–1665 (1893).
- Tome VI: Correspondance 1666–1669 (1895).
- Tome VII: Correspondance 1670–1675 (1897).
- Tome VIII: Correspondance 1676–1684 (1899).
- Tome IX: Correspondance 1685–1690 (1901).
- Tome X: Correspondance 1691–1695 (1905).
- Tome XI: Travaux mathématiques 1645–1651 (1908).
- Tome XII: Travaux mathématiques pures 1652–1656 (1910).
- Tome XIII, Fasc. I: Dioptrique 1653, 1666 (1916).
- Tome XIII, Fasc. II: Dioptrique 1685–1692 (1916).
- Tome XIV: Calcul des probabilités. Travaux de mathématiques pures 1655–1666 (1920).
- Tome XV: Observations astronomiques. Système de Saturne. Travaux astronomiques 1658–1666 (1925).
- Tome XVI: Mécanique jusqu’à 1666. Percussion. Question de l’existence et de la perceptibilité du mouvement absolu. Force centrifuge (1929).
- Tome XVII: L’horloge à pendule de 1651 à 1666. Travaux divers de physique, de mécanique et de technique de 1650 à 1666. Traité des couronnes et des parhélies (1662 ou 1663) (1932).
- Tome XVIII: L’horloge à pendule ou à balancier de 1666 à 1695. Anecdota (1934).
- Tome XIX: Mécanique théorique et physique de 1666 à 1695. Huygens à l’Académie royale des sciences (1937).
- Tome XX: Musique et mathématique. Musique. Mathématiques de 1666 à 1695 (1940).
- Tome XXI: Cosmologie (1944).
- Tome XXII: Supplément à la correspondance. Varia. Biographie de Chr. Huygens. Catalogue de la vente des livres de Chr. Huygens (1950).